# Jeu vidéo en Colombie
L'univers du jeu vidéo en Colombie est un secteur en pleine croissance[Quand ?]. Ce média est populaire dans le pays depuis les années 1980, mais peu de développement local a eu lieu jusqu'au tournant du 21e siècle. Comme le pays possède de nombreux ingénieurs depuis le début des années 2010, dont beaucoup se sont spécialisés dans l'électronique, l'industrie et les technologies de l'information, l'industrie locale du jeu vidéo est en plein essor.

## Histoire
Étant donné que les jeux vidéo et les consoles sont sortis en Colombie à peu près au même moment qu'ils sont apparus sur le marché américain, l'histoire du développement des jeux vidéo en Colombie remonte à la fin des années 1980. Inspirés par des jeux tels que la franchise Super Mario Bros., des jeunes ont commencé à programmer des expériences de jeux de courte durée. Aux débuts de l'industrie du jeu vidéo en Colombie, de grandes entreprises développaient des jeux pour des studios étrangers tandis que de plus petites entreprises indépendantes développaient des jeux, passant pour la plupart inaperçus.
Le festival Loop a eu lieu pour la première fois en 2006. Désormais un événement annuel populaire, le festival organisé par Oscar Andrade a été l'un des premiers événements médiatiques de divertissement permettant aux développeurs de se présenter et de présenter leurs œuvres. L'industrie du jeu en Colombie a reçu un coup de pouce en 2009 par le Centre de recherche sur les télécommunications. L'entreprise échangeait librement des informations afin de soutenir la croissance de l'industrie locale des TIC. Le fondateur d'Immersion Games, Ernasto Galvez, a été choisi comme conférencier invité au premier Forum du contenu numérique, qui a ouvert la porte à divers petits studios de jeux.
Depuis 2009, la croissance et l'internationalisation de l'industrie du jeu vidéo en Colombie sont soutenues par l'entité gouvernementale Proexport Colombia. En janvier 2012, le secteur a été ajouté au "Vive Digital Plan" du pays, qui vise à améliorer l'infrastructure numérique du pays.
Dix-neuf sociétés colombiennes de jeux vidéo ont participé à la Game Developers Conference de 2012, dont cinq ont pu se faire remarquer par les journalistes américains et les acheteurs internationaux. Les entreprises présentes à l'événement sont revenues avec diverses affaires.
L'industrie colombienne du contenu numérique, qui comprend les jeux vidéo ainsi que d'autres applications, a enregistré des exportations de 7 millions de dollars en 2011 et de 19 millions de dollars en 2012. Le "Système d'innovation entrepreneuriale" Ruta N promeut les entreprises innovantes technologique à Medellin, tandis que Colombia 3.0 est un sommet national du contenu numérique qui se tient chaque année à Bogota. L'organisation colombienne à but non lucratif International Game Developers Association (IGDA) est un acteur clé, qui se concentre sur la promotion du développement de jeux dans le pays.
En 2015, des jeux vidéo éducatifs ont été lancés en Colombie, conçus pour aider les enfants à découvrir quelques-uns des nombreux groupes ethniques du pays. Les jeux vidéo ont été lancés afin de "contribuer à la préservation de la culture autochtone", car les jeux vidéo sont considérés comme "le langage que les enfants utilisent aujourd'hui".

## Analyse
Jairo Nieto de Brainz Games a déclaré que l'industrie colombienne du jeu vidéo a commencé à évoluer rapidement lorsque des entreprises comme Apple et Google ont ouvert leurs plates-formes mobiles à des développeurs indépendants. De plus, selon Nieto, "le soutien [du gouvernement] est inestimable pour la croissance de l'industrie du jeu en Colombie". Bien que le soutien financier du gouvernement colombien au secteur ait été perçu positivement par les joueurs locaux, c'est principalement parce que le gouvernement local se concentre spécifiquement sur les relations publiques en créant des événements et des concours.